# Nederlandse kampioenschappen wattmeister

De Nederlandse kampioenstrui

De Nederlandse kampioenschappen wattmeister is een wielerwedstrijd op een smart trainer (een standaard waarop een fiets kan worden gemonteerd en waarbij men de weerstand kan regelen) om te bepalen wie Nederlands kampioen wordt. Het eerste kampioenschap werd gehouden in 2018. Tijdens het Nederlands kampioenschap in 2018 werd er gereden volgens het "power Protocol". Dit protocol houdt in dat alle deelnemers eerst drie minuten op 200 watt rijden. Vervolgens komt er iedere 3 minuten 0,4 watt per kilogram lichaamsgewicht bij. De renner die het langst door kan blijven trappen wint.
| Jaar | Winnaar     | Tweede        | Derde              |
| ---- | ----------- | ------------- | ------------------ |
| 2018 | Piotr Havik | Jos van Emden | Taco van der Hoorn |